# Ruta nacional PE-5N
La Ruta PE-5N o Longitudinal de la Selva Norte es la trayectoria norte del Eje longitudinal Nº PE-5 de Red Vial Nacional del Perú. Tiene una (01) variante
y cuatro (04) ramales conformados por las rutas PE-5N A (variante), PE-5N B (ramal), PE-5N C (ramal), PE-5N D (ramal), PE-5N E (ramal), PE-5N H y PE-5N I.
Entre los años 2013 y 2016 se registró 262 siniestro viales.

## Trayectoria
Pte Rigther (Empalme con PE-5S) - Dv Vaquería (PE-22B) - San Luis de Shuaro - Pte Paucartambo (PE-5NA) - Abra Ocunal - Villa Rica - Eneñas - Abra Los Mellizos - Dv Puerto Bermúdez - Pte Coconas - Pte Lorencillo 1 - Ciudad Constitución - Pte Palcazu (PE-5NA) - Dv Puerto Inca - Pte Sungaruyacu - Pte Shemboya - Pte Macuya - Von Hunboldt (PE-18C) - Pte San Alejandro - San Alejandro - Pte Hucamayo - Aguaytia - Pte Boqueron del Padre Abad - Pte Hidayaco - Pte Previsto - Abra La Divisoria El Boche - Abra Hermilio Valdizan - Pte Punahuasi - Aspuzana - Nuevo Progreso - Pte Uchiza - Pte Huaynabe (PE-12A) - Pte Cachiyacu - Pte Lopuna - Tocache - Pte Palo Blanco - Pte Chauyallacu - Pte Pizana - Pte Cacillacu - La Pólvora - Pte Pulcachi 1 - Pte Punta Arenas - Campanilla - Dv Pachiza(PE-10B) - Juanjuí - Abra La Divisoria - Pte Tingo de Saposoa - Bellavista - Pte Sisa - Pte Cumbaza - Cacatachi - Pte Bolivia - Tabalosos - Pte Ecuador - Abra Tangarana - Pte Gera - Moyobamba - Pte Indoche - Calzada (PE-08B) - Pte Tonchima - Rioja - Pte Yuracyacu - Nueva Cajamarca - Pte Naranjillo - Naranjos - Pte Naranjos - Pte Aguas Claras - Pte Aguas Verdes - Pte Serranoyacu - Abra Pardo Miguel - Abra Patricia - Pte Imaza - Ingenio (PE-08C) - Naranjillos - Bagua Grande - El Reposo (PE-5NC) - Corral Quemado - Pte 24 de Julio - Chamaya - Abra Fila Alta - Jaén - Dv El Puente (PE-02B) - Tamborapa - Pte Tamborapa - San Ignacio - Namballe - Pte La Balsa (Frontera con Ecuador)

## Concesiones
- Consorcio IIRSA Norte (Chamaya - Tarapoto)[3]